# 神州士衛館
神州士衛館（しんしゅうしえいかん）は、三重県伊勢市に存在した右翼団体。政治活動自体はしておらず、その実態は指定暴力団山口組羽根組構成員が運営する水産会社だった。村井秀夫刺殺事件の実行犯徐裕行が所属していたとされ、同事件の捜査対象となった。

## 来歴
1994年（平成6年）10月3日、羽根組若頭の上峯憲司と団体代表者の藤田善勝が三重県選挙管理委員会を通じて自治大臣に政治団体の届け出を提出し組織された。
事務所は三重県伊勢市船江1丁目の住宅街にある鉄骨2階建て家屋だった。建物は1990年までは大衆浴場として利用されていたが、羽根組が神戸市内の会社から建物全体を借り、1階を羽根組が運営する水産会社として2階は羽根組構成員の宿泊施設として利用した。三重県警の調べによると、事務所の所有者は神戸市内に本社がある寝具、健康器具、印鑑等の販売会社と偽装されていた。
神州士衛館は政治団体として「民族を混迷にまきこむ政界、官界、財界の腐敗を糾す。以上を啓蒙していく事を目的とす」と規約を定めていたが、街宣車は所有しておらず、羽根組解散まで政治活動はしなかった。地元住民によると「暴力団のような若い男たちが出入りすることが多く、車5、6台が違法駐車して、町内会で問題になった」という。捜査当局は羽根組が暴力団対策法の監視の目を逃れるためにつくったダミー団体とみていた。

## 村井秀夫刺殺事件
1995年（平成7年）4月23日、オウム真理教幹部の村井秀夫を、羽根組準構成員である徐裕行が、衆人環視の中殺害する村井秀夫刺殺事件が発生した。
逮捕された徐は右翼活動家を自称し、「神州士衛館」の構成員であると供述。犯行動機については当初「単独でやった」と主張したが、その後若頭の上峯の指示でやったと証言。その際上峯から「右翼・神州士衛館の者だと名乗れ」と指示されたと供述した。（神州士衛館の構成員は徐を含めると4人だった。）
4月28日、神州士衛館の代表者と会計責任者が三重県選管を訪れ同団体の解散届けを提出。羽根悪美組長も引退を表明し、羽根組は解散した。
5月11日、上峯は共犯の容疑で逮捕されたが、その後証拠不十分で無罪、実行犯の徐は懲役12年の実刑判決を受け旭川刑務所で服役した。